# دودلي جي. وتن
دودلي جي. وتن هو قاضي وأستاذ جامعي ومحامي وسياسي أمريكي، ولد في 19 يونيو 1860 في سبرينغفيلد في الولايات المتحدة، وتوفي في 7 فبراير 1929 في أوستن في الولايات المتحدة. نشط حزبياً في الحزب الديمقراطي. وقد انتخب عضو مجلس النواب الأمريكي ‏.